# Justin Rodhe
Justin Rodhe  (né le 17 octobre 1984 à Bainbridge aux États-Unis) est un athlète canadien, spécialiste du lancer du poids.

## Biographie
Né en 1984 à Bainbridge, dans l'Ohio, Justin Rodhe se fixe au Canada en 2008 et obtient la nationalité canadienne le 1er novembre 2011. 
Entraîné par l'ancien lanceur de marteau soviétique Anatoliy Bondarchuk, il franchit pour la première fois la limite des vingt mètres le 18 avril 2012 en établissant la marque de 21,11 m à Lawrence. Interdit de concourir pour l'équipe du Canada pendant deux ans, il est finalement autorisé à participer aux Jeux olympiques de 2012 sous ses nouvelles couleurs, après appel de la Fédération canadienne d'athlétisme. À Londres, il ne parvient pas à franchir le cap des qualifications en mordant ses trois essais.
En avril 2013, lors des Kansas Relays, Justin Rodhe porte son record personnel en salle à 21,12 m, le concours du poids se disputant en indoor en raison des mauvaises conditions météorologiques. Dix jours plus tard, aux Drake Relays de Des Moines, il améliore son record personnel en plein air en atteignant la marque de 21,29 m.

### Records
| Épreuve         | Épreuve   | Performance | Lieu       | Date          |
| --------------- | --------- | ----------- | ---------- | ------------- |
| Lancer du poids | Plein air | 21,29 m     | Des Moines | 27 avril 2013 |
| Lancer du poids | Salle     | 21,12 m     | Lawrence   | 17 avril 2013 |